# Victor Hugo (metrostation)
Victor Hugo is een station van de metro in Parijs langs metrolijn 2, in het 16e arrondissement. Het station bevindt zich onder de Place Victor Hugo.

## Geschiedenis
Het station werd geopend op 13 december 1900 langs metrolijn 2, die op dat moment slechts tot station Étoile (het huidige station Charles de Gaulle - Étoile) liep. Pas in 1903 was de lijn compleet tot station Nation.
In 1931 werd het station helemaal opnieuw gebouwd. Het oude station lag in een te krappe bocht, waardoor bij het gebruik van nieuw en zwaarder materieel de veiligheid van de reizigers bij het uitstappen niet meer gegarandeerd kon worden. Daarom werd er besloten een compleet nieuw station te bouwen, enkele meters verderop langs de metrolijn. Het originele station werd afgebroken, maar vanaf het uiteinde van het perron in station Porte Dauphine is het mogelijk om in de verte de overblijfselen ervan te zien.
Nadat Frankrijk op het wereldkampioenschap voetbal 2018 kampioen werd is het metrostation Victor Hugo tijdelijk hernoemd naar Victor Hugo Lloris, verwijzend naar de Franse doelman Hugo Lloris.

## Aansluitingen
- Bus (RATP): 52 - 82

Porte Dauphine · 
Victor Hugo · 
Charles de Gaulle - Étoile · 
Ternes · 
Courcelles · 
Monceau · 
Villiers · 
Rome · 
Place de Clichy · 
Blanche · 
Pigalle · 
Anvers · 
Barbès - Rochechouart · 
La Chapelle · 
Stalingrad · 
Jaurès · 
Colonel Fabien · 
Belleville · 
Couronnes · 
Ménilmontant · 
Père Lachaise · 
Philippe Auguste · 
Alexandre Dumas · 
Avron · 
Nation